# Christoff Schellenberger
Christoff Schellenberger (* 11. Juli 1924 in Beerheide; † 1. Mai 2011 in Stuttgart) war deutscher Künstler und Professor für Kunsterziehung.

## Leben
Nach dem Besuch des Realgymnasiums wurde Schellenberger 1942 zum Kriegsdienst eingezogen und an der Ostfront eingesetzt, wo er 1945 in Kriegsgefangenschaft geriet. Nach der Rückkehr machte er eine Ausbildung zum Zimmerer in Wolfspfütz und begann 1946 ein Studium der Germanistik und Philosophie an den Universitäten Kiel und Hamburg sowie an der Kunsthochschule Hamburg bei Alfred Mahlau.
1948 ging Schellenberger nach Stuttgart und setzte sein Studium an der Kunstakademie Stuttgart bei Karl Hils und Hans Meid fort. Gleichzeitig studierte er Germanistik in Tübingen und war als freier Grafiker tätig. Nach dem Staatsexamen in Kunsterziehung und Germanistik wurde er 1952 zum Leiter des Werkseminars an der Hochschule Esslingen berufen und nahm ein Studium des Musikinstrumentenbaus in Freiburg auf. Von 1953 bis 1956 war Schellenberger Referendar am Johannes-Kepler-Gymnasium Bad Cannstatt, anschließend arbeitete er im Schuldienst in Stuttgart.
1956 wurde er an die Staatliche Akademie der Bildenden Künste in Stuttgart als Professor für das Fach Kunsterziehung, Werken, Lehre und freie künstlerische Tätigkeit berufen. Von 1968 bis 1978 leitete er dort die Kunsterzieherausbildung. Nach seiner Emeritierung 1988 war Schellenberger als frei schaffender Künstler in Stuttgart tätig.
Bekannte Schüler Schellenbergers sind Hans Brög, Wolfgang Kermer, Malte Sartorius, Sylvia Wanke.

## Lehre und Werk
Die Förderung der elementaren Gestaltungskräfte und die szenische Darstellung hatten bei Schellenberger im Rahmen der Kunsterzieherausbildung einen hohen Stellenwert.
In seinen eigenen plastischen und grafischen Arbeiten griff er immer wieder die Themen „Verschalungen“ und „Verwandlungen“ auf. Er befasste sich darüber hinaus mit dem Figurentheater, dem mechanischen Theater, mit Szenerien, Spielzeug und beweglichen Figuren. Anlässlich seines 80. Geburtstages veranstaltete das Landesministerium für Kultus und Sport des Landes Baden-Württemberg im Neuen Schloss Stuttgart eine Ausstellung seiner Werke.
Zu seinem künstlerischen Selbstverständnis äußerte sich Schellenberger folgendermaßen:

„Zeichnen fasse ich auf als Weiterdenken, als Weiterentwickeln, in der Zeichnung lässt sich vieles darstellen, was in der Realität mühsam und langsam geht. Ich nenne das zeichnerisches Denken oder bildnerisches Weiterdenken; es ist verknüpft mit konstruktiver Denkweise, wie ich sie als Zimmermann kennen lernte; es gilt aber genauso im gestalterischen Bereich, z. B. um die Ausdrucksfähigkeit eines Gesichts darzustellen oder die Übergänge vom Katzengesicht zum menschlichen Gesicht; es geht darum, Entwicklungen und Veränderungen vorzunehmen: die Form langsam herauszuschälen. Ich habe ganze Stöße von Zeichnungen, weil sie nie fertig sind, sondern sich entwickeln.“

## Veröffentlichungen (Auswahl)
- Eins zum Andern. Stuttgart 1948
- Sommergarten-Bastelheft. Stuttgart 1950.
- Schiffe aus Astholz. Kassel 1952.
- Wandlungen. Edition Phaistos, Steinheim 2004, ISBN 3-00-014096-4.